# Tallonatore

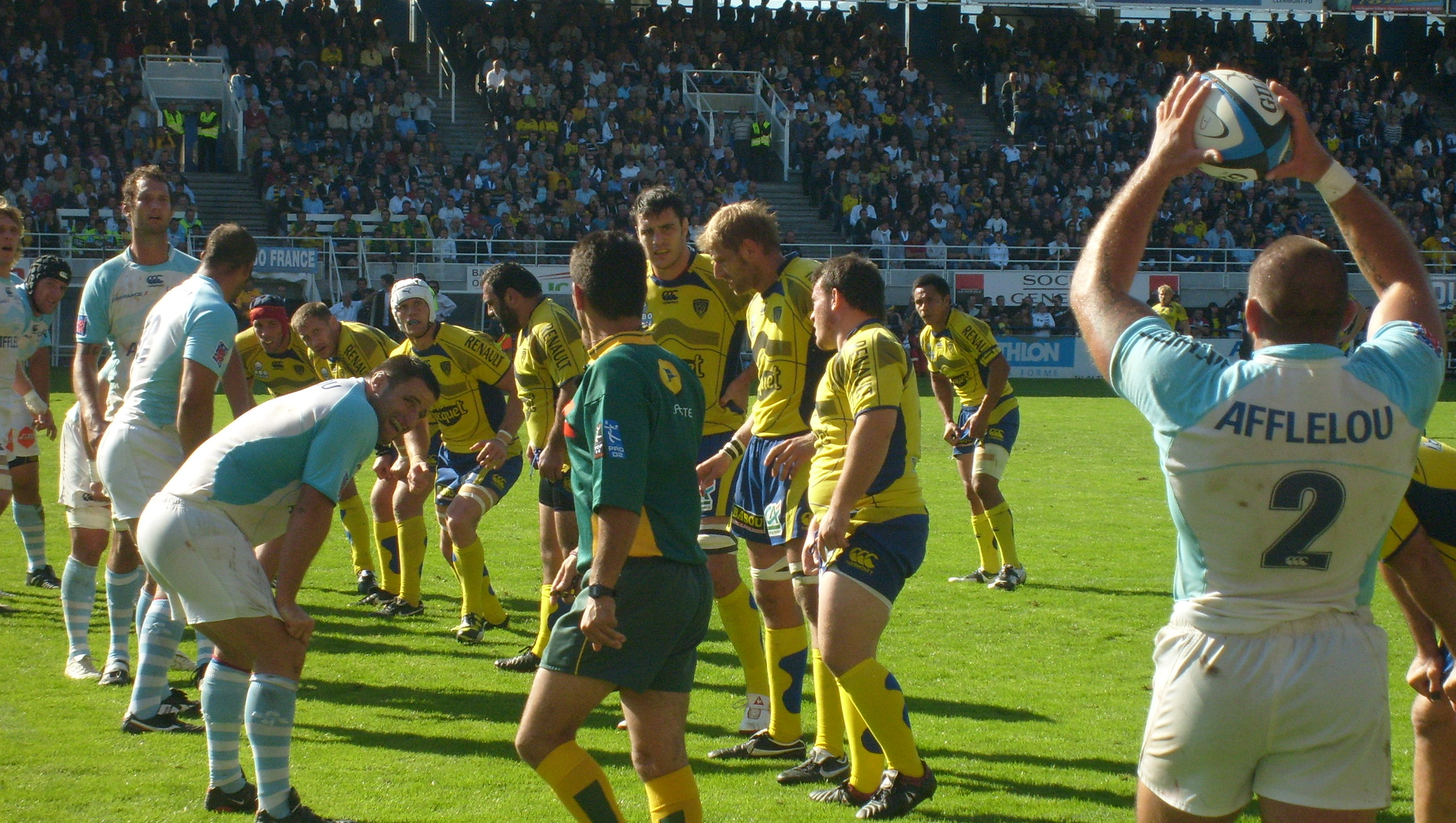
Tallonatore che si accinge a lanciare il pallone durante una touche

Il tallonatore (in inglese Hooker) è un ruolo del rugby. Insieme ai due piloni forma la prima linea del pacchetto di mischia. Indossa la maglia numero 2.
Nella mischia ordinata, il tallonatore si posiziona fra i due piloni e tenta di catturare il pallone con i piedi "tallonandolo" all'interno del proprio pacchetto di mischia. A causa dell'enorme pressione esercitata sul suo corpo durante la mischia, questo è ritenuto uno dei ruoli più pericolosi. I tallonatori operano anche la rimessa laterale in gioco della palla nell'azione di touche, in parte perché sono i più bassi, in parte perché sono coloro che possiedono più tecnica tra i giocatori di mischia.
I tallonatori possiedono più caratteristiche in comune con i giocatori di terza linea rispetto ai piloni e ai giocatori di seconda linea poiché a loro è assegnato un incarico costante nelle touche e, all'interno della mischia, non spingono così tanto quanto fanno i giocatori di seconda linea. In più, i tallonatori, possono giocare come piloni extra nella mischia ordinata, aumentando la potenza d'impatto contro la mischia avversaria piuttosto che cercando di guadagnare il pallone.
Nella International Rugby Hall of Fame sono annoverati tallonatori quali Sean Fitzpatrick (Nuova Zelanda) e Keith Wood (Irlanda e Lions).